# Виноградов, Николай Михайлович (священномученик)
Николай Михайлович Виноградов (1876—1937) — протоиерей Русской православной церкви, канонизирован как священномученик.

## Биография
Родился 5 (17) апреля 1876 года в Дмитрове Московской губернии в семье священнослужителя.
В 1891 году окончил Дмитровское духовное училище, в 1897 году — Вифанскую духовную семинарию. После окончания семинарии преподавал Закон Божий. Жил в это время в доме Вознесенского монастыря, где служил священник Иоанн Митропольский, с дочерью которого, Антониной Ивановной, обвенчался 1 июля 1898 года в Покровской церкви на Варварке и вскоре был рукоположен во диакона к этому монастырю.
Около 1917 года был рукоположен во иерея и назначен священником в храм вмч. Георгия на Псковской горе, после закрытия которого в 1918 году был переведён в храм вмч. Никиты на Швивой горке. После закрытия Вознесенского монастыря продолжал окормлять сестёр обители и за свои труды по ходатайству настоятельницы монастыря игумении Евгении в 1923 году был награждён крестом.
После закрытия Георгиевской церкви он стал служить в церкви Рождества Христова в Измайлове, но очень скоро был назначен священником в храм Воскресения Словущего села Васильевское Рузского района Московской области. В 1936 году овдовел. В Васильевское к нему приезжали духовные дети из Москвы, в том числе монахини закрытой Вознесенской обители.
Был арестован в ночь с 24 на 25 августа 1937 года по обвинению в проведении контрреволюционной агитации — в обвинительном заключении разъяснялось, что он «собирает около церкви колхозников и читает им Библию». Был заключен в Бутырскую тюрьму в Москве. На допросе не признал себя виновным и 15 октября 1937 года приговорен Особой тройкой при УНКВД по Московской области к 10 годам заключения в ИТЛ. Был отправлен в Устьвымлаг (Ухтпечлаг, на территории Коми АССР), где вскоре, 24 декабря 1937 года, скончался и был погребён в безвестной могиле.

## Канонизация
Причислен к лику святых новомучеников Российских постановлением Священного Синода от 17 июля 2001 года. Память в РПЦ в день его мученической кончины 11 декабря и в Соборе новомучеников и исповедников Российских.